# Lycaena kuriliphlaeas
Lycaena kuriliphlaeas är en fjärilsart som beskrevs av Felix Bryk 1942. Lycaena kuriliphlaeas ingår i släktet Lycaena och familjen juvelvingar. Inga underarter finns listade i Catalogue of Life.